# Onzième circonscription législative d'Estonie

Localisation de la circonscription

La onzième circonscription législative d'Estonie est une circonscription électorale estonienne. Cette circonscription se compose de trois Maakonnad : Région de Põlva, Région de Valga, Région de Võru. Elle est représentée par 9 sièges au Riigikogu.

## Résultats

### Années 2020

#### 2023
| Parti                  | Parti                                         | Voix   | %     | +/-  | Sièges | +/-           | A.S.c. |
| ---------------------- | --------------------------------------------- | ------ | ----- | ---- | ------ | ------------- | ------ |
|                        | Parti populaire conservateur d'Estonie (EKRE) | 11 759 | 26,47 | 1,77 | 2      | en stagnation | -      |
|                        | Parti de la réforme d'Estonie (ERE)           | 10 655 | 23,98 | 0,71 | 2      | en stagnation | +3     |
|                        | Parti du centre d'Estonie (EKE)               | 5 949  | 13,39 | 7,95 | 1      | en stagnation | -      |
|                        | Parti social-démocrate (SDE)                  | 5 476  | 12,32 | 0,64 | 1      | en stagnation | -      |
|                        | Estonie 200 (E200)                            | 5 105  | 11,49 | 7,06 | 1      | 1             | -      |
|                        | Isamaa (IE)                                   | 3 784  | 8,52  | 1,12 | 0      | 1             | +1     |
|                        | La Droite (P)                                 | 1 015  | 2,28  | Nv.  | 0      | en stagnation | -      |
|                        | Parti vert estonien (EER)                     | 555    | 1,25  | 0,23 | 0      | en stagnation | -      |
|                        | Indépendant                                   | 105    | 0,24  | -    | 0      | en stagnation |        |
|                        |                                               |        |       |      |        |               |        |
| Votes valides          | Votes valides                                 | 44 430 | 99,30 |      |        |               |        |
| Votes invalides        | Votes invalides                               | 315    | 0,70  |      |        |               |        |
| Total                  | Total                                         | 44 745 | 100   | -    | 7      | en stagnation | 4      |
| Abstentions            | Abstentions                                   | 31 469 | 41,29 |      |        |               |        |
| Inscrits/Participation | Inscrits/Participation                        | 76 214 | 58,71 |      |        |               |        |

| Parti | Parti | Députés                                                                                       |
| ----- | ----- | --------------------------------------------------------------------------------------------- |
|       | EKRE  | - Rain Epler - Ants Frosch                                                                    |
|       | ERE   | - Liina Kersna - Maido Ruusmann - Anti Haugas (C) - Eerik-Niiles Kross (C) - Andrus Seeme (C) |
|       | EKE   | - Ester Karuse                                                                                |
|       | SDE   | - Anti Allas                                                                                  |
|       | E200  | - Igor Taro                                                                                   |
|       | IE    | - Priit Sibul (C)                                                                             |

### Années 2010

#### 2019
| Parti                  | Parti                                         | Voix   | %     | +/-   | Sièges | +/-           | A.S.c. |
| ---------------------- | --------------------------------------------- | ------ | ----- | ----- | ------ | ------------- | ------ |
|                        | Parti populaire conservateur d'Estonie (EKRE) | 10 644 | 24,70 | 15,11 | 2      | 1             | -      |
|                        | Parti de la réforme d'Estonie (ERE)           | 10 029 | 23,27 | 1,49  | 2      | en stagnation | +1     |
|                        | Parti du centre d'Estonie (EKE)               | 9 197  | 21,34 | 1,88  | 1      | 1             | +1     |
|                        | Parti social-démocrate (SDE)                  | 5 034  | 11,68 | 12,59 | 1      | 1             | +1     |
|                        | Isamaa (IE)                                   | 4 153  | 9,64  | 3,01  | 1      | en stagnation | -      |
|                        | Estonie 200 (E200)                            | 1 909  | 4,43  | Nv.   | 0      | en stagnation |        |
|                        | Parti de la biodiversité (EE)                 | 905    | 2,10  | Nv.   | 0      | en stagnation |        |
|                        | Parti libre d'Estonie (EVA)                   | 606    | 1,41  | 5,85  | 0      | en stagnation |        |
|                        | Parti vert estonien (EER)                     | 440    | 1,02  | 0,37  | 0      | en stagnation |        |
|                        | Indépendants (2)                              | 173    | 0,40  | -     | 0      | en stagnation |        |
|                        |                                               |        |       |       |        |               |        |
| Votes valides          | Votes valides                                 | 43 090 | 99,13 |       |        |               |        |
| Votes invalides        | Votes invalides                               | 377    | 0,87  |       |        |               |        |
| Total                  | Total                                         | 43 467 | 100   | -     | 7      | 1             | 3      |
| Abstentions            | Abstentions                                   | 27 239 | 38,52 |       |        |               |        |
| Inscrits/Participation | Inscrits/Participation                        | 70 706 | 61,48 |       |        |               |        |

| Parti | Parti | Députés                                          |
| ----- | ----- | ------------------------------------------------ |
|       | EKRE  | - Merry Aart - Uno Kaskpeit                      |
|       | ERE   | - Liina Kersna - Hanno Pevkur - Andrus Seeme (C) |
|       | EKE   | - Tarmo Tamm - Anneli Ott (C)                    |
|       | SDE   | - Ivari Padar - Kalvi Kõva (C)                   |
|       | IE    | - Priit Sibul                                    |

#### 2015
| Parti                  | Parti                                         | Voix   | %     | +/-  | Sièges | +/-           | A.S.c. |
| ---------------------- | --------------------------------------------- | ------ | ----- | ---- | ------ | ------------- | ------ |
|                        | Parti de la réforme d'Estonie (ERE)           | 11 034 | 24,76 | 2,15 | 2      | en stagnation | -      |
|                        | Parti social-démocrate (SDE)                  | 10 816 | 24,27 | 1,58 | 2      | en stagnation | -      |
|                        | Parti du centre d'Estonie (EKE)               | 8 670  | 19,46 | 0,97 | 2      | 1             | -      |
|                        | Union Pro Patria et Res Publica (IRL)         | 5 637  | 12,65 | 8,11 | 1      | 1             | +1     |
|                        | Parti populaire conservateur d'Estonie (EKRE) | 4 275  | 9,59  | 5,83 | 1      | 1             | +1     |
|                        | Parti libre d'Estonie (EVA)                   | 3 234  | 7,26  | Nv.  | 0      | en stagnation | -      |
|                        | Parti vert estonien (EER)                     | 291    | 0,65  | 1,95 | 0      | en stagnation | -      |
|                        | Parti de l'unité nationale (RÜE)              | 280    | 0,63  | Nv.  | 0      | en stagnation | -      |
|                        | Parti de l'indépendance estonienne (EIP)      | 111    | 0,25  | 0,28 | 0      | en stagnation | -      |
|                        | Parti de la gauche unie estonienne (EUV)      | 40     | 0,09  | Nv.  | 0      | en stagnation | -      |
|                        | Indépendants (2)                              | 173    | 0,39  | -    | 0      | en stagnation |        |
|                        |                                               |        |       |      |        |               |        |
| Votes valides          | Votes valides                                 | 44 561 | 99,08 |      |        |               |        |
| Votes invalides        | Votes invalides                               | 413    | 0,92  |      |        |               |        |
| Total                  | Total                                         | 44 974 | 100   | -    | 8      | 1             | 2      |
| Abstentions            | Abstentions                                   | 30 568 | 40,46 |      |        |               |        |
| Inscrits/Participation | Inscrits/Participation                        | 75 542 | 59,54 |      |        |               |        |

| Parti | Parti | Députés                           |
| ----- | ----- | --------------------------------- |
|       | ERE   | - Liina Kersna - Hanno Pevkur     |
|       | SDE   | - Kalvi Kõva - Ivari Padar        |
|       | EKE   | - Heimar Lenk - Tarmo Tamm        |
|       | IRL   | - Priit Sibul - Maire Aunaste (C) |
|       | EKRE  | - Uno Kaskpeit - Arno Sild (C)    |

#### 2011
| Parti                  | Parti                                          | Voix   | %     | +/-   | Sièges | +/-           | A.S.c. |
| ---------------------- | ---------------------------------------------- | ------ | ----- | ----- | ------ | ------------- | ------ |
|                        | Parti de la réforme d'Estonie (ERE)            | 12 483 | 26,91 | 2,11  | 2      | en stagnation | +1     |
|                        | Parti social-démocrate (SDE)                   | 11 988 | 25,85 | 8,22  | 2      | 1             | -      |
|                        | Union Pro Patria et Res Publica (IRL)          | 9 627  | 20,76 | 6,58  | 2      | 1             | -      |
|                        | Parti du centre d'Estonie (KESK)               | 8 575  | 18,49 | 3,50  | 1      | 1             | +2     |
|                        | Union populaire estonienne (ERL)               | 1 743  | 3,76  | 10,15 | 0      | 1             | -      |
|                        | Les Verts (EER)                                | 1 206  | 2,60  | 2,60  | 0      | en stagnation | -      |
|                        | Parti des démocrates-chrétiens estoniens (EKD) | 395    | 0,85  | 0,61  | 0      | en stagnation | -      |
|                        | Parti de l'indépendance estonienne (EIP)       | 248    | 0,53  | 0,25  | 0      | en stagnation | -      |
|                        | Parti russe en Estonie (VEE)                   | 117    | 0,25  | 0,19  | 0      | en stagnation | -      |
|                        |                                                |        |       |       |        |               |        |
| Votes valides          | Votes valides                                  | 46 382 | 98,74 |       |        |               |        |
| Votes invalides        | Votes invalides                                | 594    | 1,26  |       |        |               |        |
| Total                  | Total                                          | 46 976 | 100   | -     | 7      | en stagnation | 3      |
| Abstentions            | Abstentions                                    | 32 881 | 41,17 |       |        |               |        |
| Inscrits/Participation | Inscrits/Participation                         | 79 857 | 58,83 |       |        |               |        |

| Parti | Parti | Députés                                              |
| ----- | ----- | ---------------------------------------------------- |
|       | ERE   | - Urmas Klaas - Valdo Randpere - Meelis Mälberg (C)  |
|       | SDE   | - Kalvi Kõva - Ivari Padar                           |
|       | IRL   | - Jaak Aaviksoo - Priit Sibul                        |
|       | EKE   | - Heimar Lenk - Inara Luigas (C) - Ester Tuiksoo (C) |